# Denis Xifandu
Denis Dionisie Xifandu dit Denis Xifandu, né en 1895, était un arbitre roumain de football des années 1930, affilié à Bucarest.

## Carrière

### Au niveau national
Arbitre inscrit dans la région de Bucarest, il officie dans les compétitions roumaines entre 1928 et 1938. Durant ce laps de temps, il officie en première division mais les statistiques sont manquantes pour savoir le nombre de matchs. Cependant, il a officié lors de la saison 1928-1929 un match et sept matchs lors de la saison 1932-1933. 
Mais il est connu pour avoir officié dans une compétition nouvellement créée en 1933, la Coupe de Roumanie de football (Cupa României la fotbal en roumain). Lors de la première saison (1933-1934), il arbitre lors de la finale rejouée entre Ripensia Timișoara et Universitatea Cluj-Napoca, se soldant par une victoire des premiers sur le score de cinq buts à zéro. Il arbitre aussi les finales 1935, 1937 et 1938 et arrête sa carrière d'arbitre en 1938.

### Au niveau international
En parallèle de sa carrière en Roumanie, Denis Xifandu devint arbitre FIFA entre 1931 et 1938, a officié dans des compétitions européennes et mondiales : 
Son premier match international a lieu à Belgrade, le 15 avril 1931, entre la Yougoslavie et la Bulgarie, dans le cadre de la Coupe des Balkans des nations 1929-1931, se soldant par une victoire des locaux sur le score d'un but à zéro. Il refait cela lors des éditions 1932 et 1933.
Lors des éliminatoires de la Coupe du monde 1934, il débute cela en octobre 1933 par le match du groupe 5 entre la Pologne et la Tchécoslovaquie, qui se solde par une victoire des visiteurs sur le score de deux buts à un. Au cours de ce match, il siffle un penalty pour la Pologne, converti par Henryk Martyna (pl). Ensuite, en mars 1934, le match entre la Bulgarie et la Hongrie, au Stade du 23 août de Sofia, est l'occasion de lancer le groupe 4 des éliminatoires, se soldant par une victoire des visiteurs sur le score de quatre buts à un. Au cours de ce match, il siffle un penalty, qui sera transformé par le Hongrois Gábor P. Szabó à la soixante-et-unième minute.   
Entre les deux éliminatoires, il officie lors d'un match amical entre la Yougoslavie et la Pologne, à Belgrade le 26 août 1934, se soldant par une victoire des locaux sur le score de quatre buts à un. Il fera de même entre la Pologne et la Lettonie, le 10 octobre 1937 à Katowice, se soldant par une victoire des locaux, sur le score de deux buts à un.
Pour les éliminatoires du Mondial 1938 (groupe 6), il ne dirige qu'un seul match, à savoir Hongrie-Grèce, qui se solde par une victoire hongroise sur le score de onze buts à un. Durant ce match, il siffle un penalty qui sera transformé par le Hongrois Gyula Zsengellér à la vingt-troisième minute.
En parallèle, il a officié comme arbitre assistant à l'occasion de trois matchs qui concernent la Roumanie et se déroulent à Bucarest : Roumanie-Tchécoslovaquie B (victoire des Roumains 4-1, le 20 septembre 1931, dans le cadre de Coupe amateur d'Europe centrale 1931-1934), Roumanie-Grèce (victoire roumaine 5-2, le 17 mai 1936, dans le cadre de la Coupe des Balkans 1936) et Roumanie-Tchécoslovaquie (1-1, le 18 avril 1937, lors d'un match amical). De même, il a officié dans la Coupe Mitropa 1938, lors du match SK Kladno-Juventus FC (1-2).